# NGC 4248
NGC 4248是獵犬座中的一個哈伯類型IBm不規則星系，擁有大面積的恆星形成區域。NGC 4248距離銀河系估計有2,400萬光年，直徑約20,000光年。
NGC 4248與M106一起形成星系對Holm 363，被認為是獵犬II星系群的成員。在同一區域，包含星系NGC 4217、NGC 4226、NGC 4231、NGC 4232。
1788年2月9日，威廉·赫歇爾發現NGC 4248。

## 外部連結
- SIMBAD Astronomical Database
- A cosmic atlas (engl.)
- Aladin Lite